# 拉斯弗洛雷斯 (倫皮拉省)

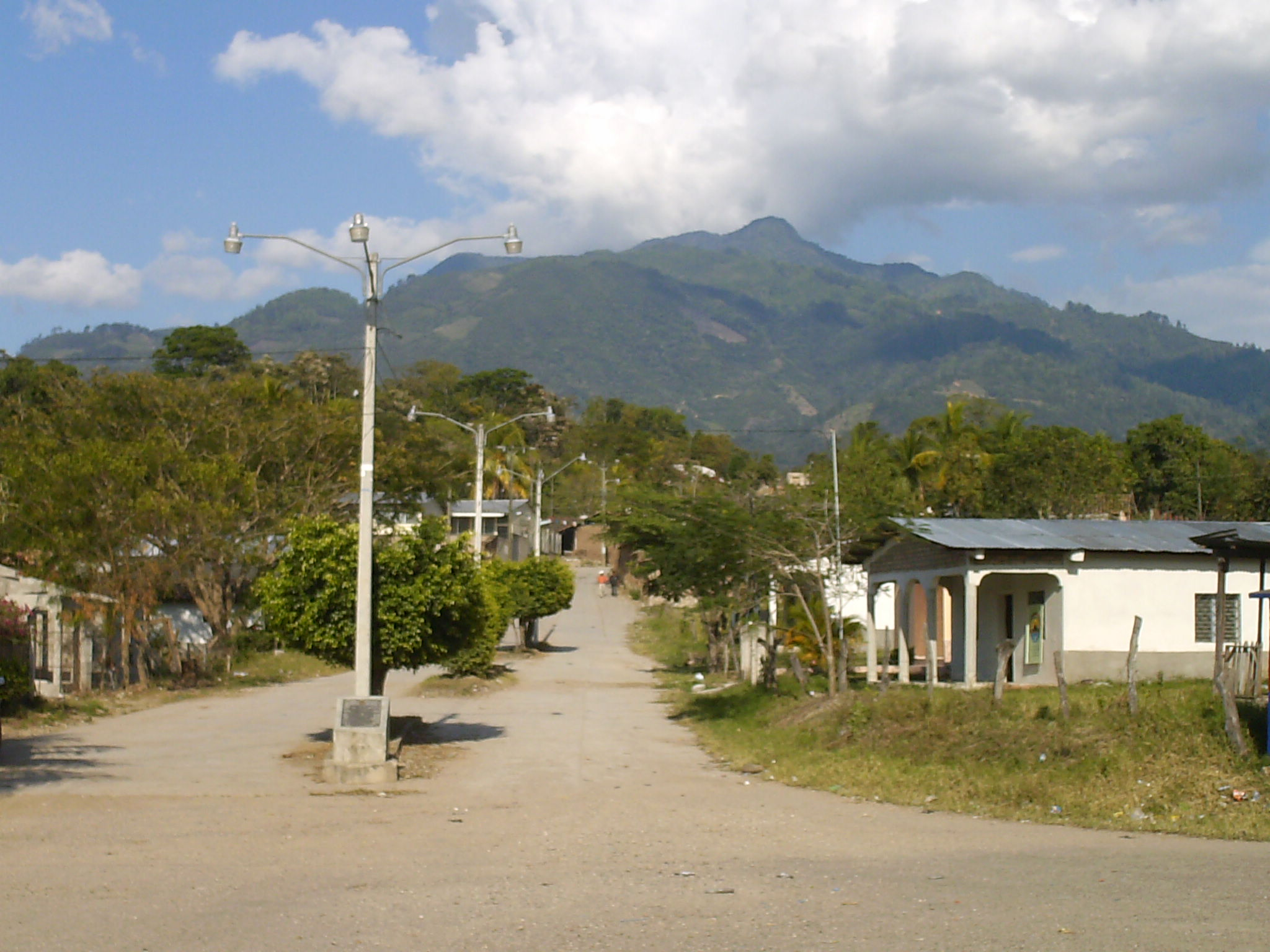

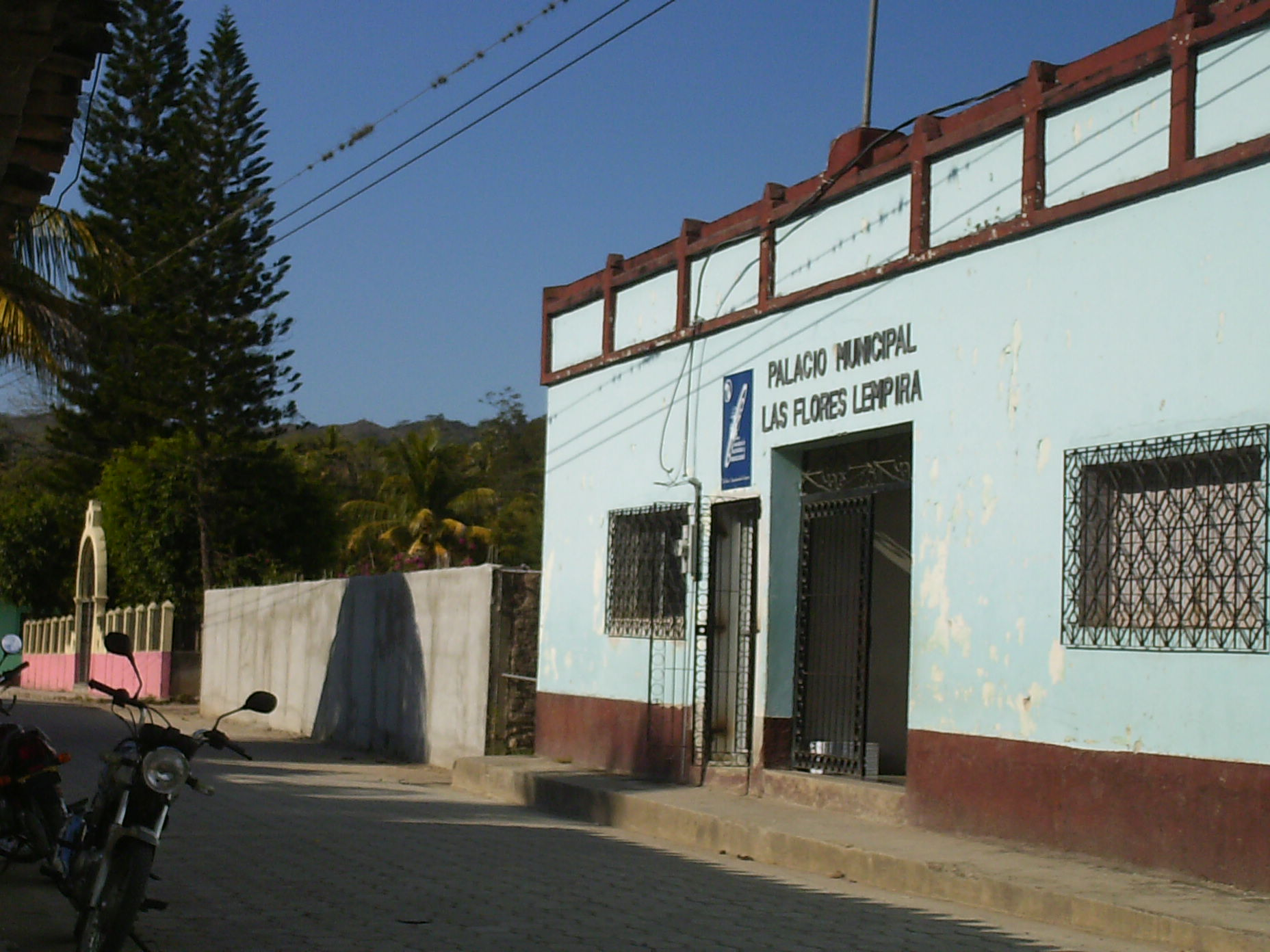

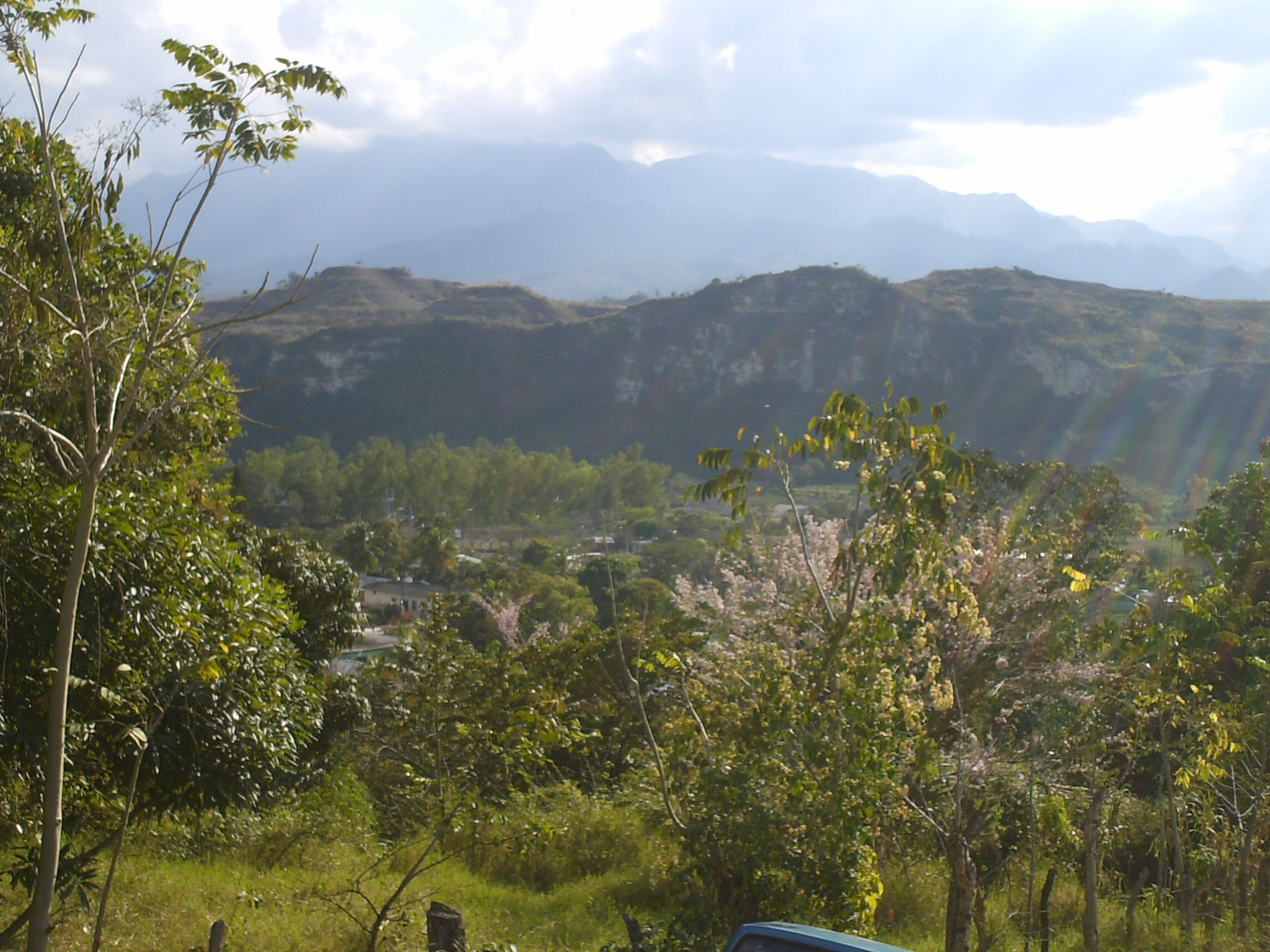

拉斯弗洛雷斯（西班牙語：Las Flores），是洪都拉斯的城鎮，位於該國西南部，由倫皮拉省負責管轄，始建於1869年1月1日，面積78.2平方公里，海拔高度752米，2001年人口7,335，人口密度每平方公里93.8人。
14°42′N 88°37′W / 14.700°N 88.617°W